# イフ・アイ・ワー・ア・カーペンター〜カーペンターズに捧ぐ
『イフ・アイ・ワー・ア・カーペンター〜カーペンターズに捧ぐ』（原題：If I Were a Carpenter）は、カーペンターズの作品の原盤権を持つA&Mレコードから1994年に発売された、14組のアーティストによるカーペンターズのトリビュート・アルバム。

## 解説
オルタナティヴ・ロック系のアーティストがカーペンターズの楽曲をカヴァーした内容。主にアメリカのアーティストが中心だが、日本の少年ナイフ、アイルランドのクランベリーズ、オランダのベティー・サーヴァートも参加している。A&MレコードのA&R、Larry Hambyは、カーペンターズとは音楽性の異なるアーティスト達が参加したことに関して「カレンの声には、たとえ極めてハッピーでアップ・テンポの歌であっても、常に悲しく感傷的な特色があった。（本作に参加した）オルタナティヴ系のアーティスト達の多くは、そのことを理解していたと思う」とコメントしている。
マシュー・スウィートによる「あなたの影になりたい」のカヴァーには、リチャード・カーペンターがエレクトリックピアノとコーラスで参加した。
音楽評論家のStephen Cookは、allmusic.comにおいて本作を「実に幅広くオリジナリティのある解釈が印象的である一方、聴き手は
ポール・ウィリアムズ、ロジャー・ニコルズ、レオン・ラッセル、ニール・セダカ、そしてリチャード・カーペンターの見過ごされていた作曲能力を再発見することだろう」「ポスト・パンクに理解のあるカーペンターズ・ファンは必携」と評している。

## 収録曲
1. 愛にさようならを - Goodbye to Love（アメリカン・ミュージック・クラブ） - 3:12
2. トップ・オブ・ザ・ワールド - Top of the World（少年ナイフ） - 3:55
3. スーパースター - Superstar（ソニック・ユース） - 4:06
4. 遙かなる影 - (They Long to Be) Close to You（クランベリーズ） - 2:40
5. ふたりの誓い - For All We Know（ベティー・サーヴァート） - 3:27
6. 小さな愛の願い - It's Going to Take Some Time（ディッシュワラ） -4:16
7. ソリテアー - Solitaire（シェリル・クロウ） - 4:43
8. ハーティング・イーチ・アザー - Hurting Each Other（ジョネット・ナポリターノ & マーク・モアランド） - 4:09
9. イエスタデイ・ワンス・モア - Yesterday Once More（レッド・クロス） - 3:58
10. 星空への旅立ち (コーリング・オキュパンツ) - Calling Occupants of Interplanetary Craft（ベイブズ・イン・トイランド） - 4:06
11. 雨の日と月曜日は - Rainy Days and Mondays（クラッカー） - 3:44
12. あなたの影になりたい - Let Me Be the One（マシュー・スウィート） - 3:26
13. 動物と子供たちの詩 - Bless the Beasts and Children（4ノン・ブロンズ） - 4:17
14. 愛のプレリュード We've Only Just Begun（グラント・リー・バッファロー） - 3:51

## 他メディアでの使用例
- 少年ナイフによる「トップ・オブ・ザ・ワールド」は、映画『最後の晩餐/平和主義者の連続殺人』（1995年公開）[7]、『ファミリー・ゲーム/双子の天使』（1998年公開）のサウンドトラックで使用された[8]。また、日本のテレビ番組『学校へ行こう!』でも使用された。
- ソニック・ユースによる「スーパースター」は、映画『JUNO/ジュノ』（2007年公開）のサウンドトラックで使用された[9]。